# Nikolaos Skiathitis
Nikolaos "Nikos" Skiathitis (græsk: Νικόλαος Σκιαθίτης; født 11. september 1981 i Volos) er en græsk tidligere roer.
Skiathitis var med til at vinde VM-sølv i letvægtsdobbeltfirer ved VM 2001 i Luzern.
Ved OL 2004 i Athen stillede han op i letvægtsdobbeltsculler sammen med Vasileios Polymeros. De vandt først deres indledende heat i ny olympisk rekord (der dog blev forbedret af franske Frédéric Dufour og Pascal Touron i næste heat). I semifinalen blev grækerne nummer to efter polakkerne Tomasz Kucharski og Robert Sycz, og i finalen var Kucharski og Sycz hurtigst, mens Dufour og Touron blev næstbedst, og Polymeros og Skiathitis vandt bronze. Det var den første græske OL-medalje i roning nogensinde.

## OL-medaljer
- 2004:  Bronze i letvægtsdobbeltsculler